# 埃姆-阿尔丹瓦勒
埃姆-阿尔丹瓦勒（法語：Hem-Hardinval，法語發音：[ɛm aʁdɛ̃val]）是法国上法蘭西大區索姆省的一个市镇，属于亚眠区。

## 地理
埃姆-阿尔丹瓦勒（50°9'48"N, 2°18'3"E）面积10.25 平方千米，位于法国上法蘭西大區索姆省，该省份为法国北部沿海省份，北起加来海峡省和北部省，西接滨海塞纳省和大西洋英吉利海峡，南至瓦兹省，东临埃纳省。
与埃姆-阿尔丹瓦勒接壤的市镇（或旧市镇、城区）包括：热赞库尔、隆格维莱特、欧特、杜朗、菲安维莱尔、奥科什、乌特勒布瓦。
埃姆-阿尔丹瓦勒的时区为UTC+01:00、UTC+02:00（夏令时）。

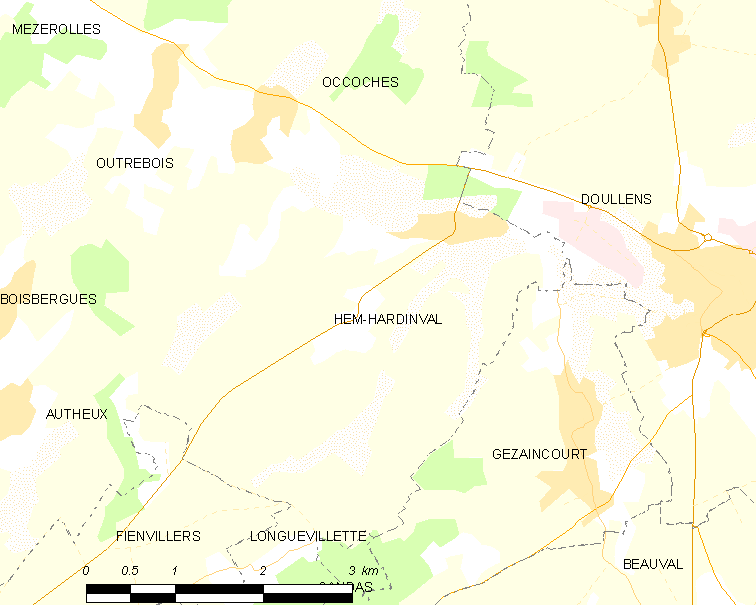
埃姆-阿尔丹瓦勒的OSM定位图

## 行政
埃姆-阿尔丹瓦勒的邮政编码为80600，INSEE市镇编码为80427。

## 政治
埃姆-阿尔丹瓦勒所属的省级选区为杜朗县。

## 人口

1962-2008年间埃姆-阿尔丹瓦勒人口变化图示

埃姆-阿尔丹瓦勒于2022年1月1日时的人口数量为365人。